# 부호율-변형 이론
부호율-변형 이론은 손실압축 정보이론의 주요 줄기이다. 이 이론은 주어진 변형값인 {\displaystyle D}를 가지면서 보낼 수 있는 최소의 부호율(엔트로피 또는 정보)인 {\displaystyle R}을 알려주고 있다.

## 개요
부호율-변형 이론은 손실 압축을 이용하여 얼마 만큼 압축할 수 있는지에 관한 이론적 한계를 말해준다.

## 수학적 모델링
가우시안이고 i.i.d인 신호 {\displaystyle x}에 대한 부호율-변형 함수는 다음과 같이 주어진다.
{\displaystyle R(D)=\left\{{\begin{matrix}{\frac {1}{2}}\log _{2}(\sigma _{x}^{2}/D),&{\mbox{if }}D\leq \sigma _{x}^{2}\\\\0,&{\mbox{if }}D>\sigma _{x}^{2}\end{matrix}}\right.}
여기서 {\displaystyle \sigma _{x}^{2}}은 신호 {\displaystyle x}의 크기이다. 이 수식의 의미는 distortion의 양은 원신호의 전력보다 커질 수 가 없다는 것이 한 가지이다. 그리고 distortion을 줄이기 위해서는 계속 bit수를 늘려야 함을 의미한다. 최대 distortion은 신호의 전력만큼이면 SDR로 나타내면 0dB이다. 여기서 3dB를 올려갈 때마다 1bit씩 추가로 늘어나야 한다. Distortion에 의한 SDR은 15dB까지 올리려고 하면 최소 5bits가 필요하다는 의미이다. 주의해야 할 점은 SDR에 있어서 필요한 rate는 원 신호의 전력의 절대적인 값과는 상관없다는 점이다. 통신 시스템의 성능이 신호대 오류의 전력비율로 결정되는 만큼 rate와 SDR과의 상관관계는 신호의 절대전력이 아니라 상대전력비로 결정이 된다.